# شریک بن شیخ المهری
شریک بن شیخ المهری از کسانی بود که در آغاز خلافت عباسی، در فرارود (ماوراءالنهر) علیه عباسیان قیام کرد.
این خیزش، که در ماه‌های آغازین خلافت عباسی در سال ۱۳۳ ه‍.ق اتفاق افتاد، نخستین قیامی بود که با صبغه شیعی خلافت نوپای عباسی را به چالش کشاند. رهبر این قیام با بهره‌گیری از زمینه مذهبی فرارود توانست توده وسیعی از اعراب و ایرانیان آن سامان را گرد خویش فراهم آورد.

## پیشینه
در سال ۱۳۳ه‍. ق، شریک بن شیخ المهری در فرارود قیام کرد و بیش از سی هزار کس از مردم بخارا و از جمله حاکمان بخارا، خوارزم و بَرْزَم (نام قلعه‌ای بر کنار آمو)، به او پیوستند، انگیزه قیام او را اعتراض به خونریزی‌های ناروا و کشتار زیاده از حد ابومسلم و برخی بر ضد عباسیان که به تازگی تشکیل حکومت دادند، ذکر کرده‌اند و بعضی هم او را هواخواه امویان معرفی کرده‌اند.
ابومسلم، زیاد بن صالح را با لشکری بر سر او فرستاد که سرانجام پس از کارزاری که بیش از یک ماه به درازا کشید و با به کاربستن ترفندهای جنگی، شریک و بیشتر یارانش کشته شدند.